# Боцієві
Боцієві (Botiidae) — родина в'юнів підряду Cobitoidei.
Прісноводні риби. Поширені в Азії: Індія, Китай, Японія, Індокитай, острови Суматра, Ява, Калімантан.
Характерними ознаками є стиснуте тіло, глибоко вирізаний хвостовий плавець, дві пари ростральних вусиків; цефалічна (на голові) система бічної лінії непомітна.
Родина включає 8 родів, що об'єднуються в 2 підродини:
- Підродина Botiinae  Berg, 1940
  - Ambastaia  Kottelat, 2012
  - Botia  Gray, 1831
  - Chromobotia  Kottelat, 2004
  - Sinibotia  Fang, 1936
  - Syncrossus  Blyth, 1860
  - Yasuhikotakia  Nalbant, 2002
- Підродина Leptobotiinae  Nalbant, 2002
  - Leptobotia  Bleeker, 1870
  - Parabotia  Guichenot, 1872

Серед представників родини боцієвих є яскраво забарвлені види. Кілька з них належать до числа популярних акваріумних риб.